# 巴德敦 (新澤西州)
巴德敦（英語：Buddtown）是位於美國新澤西州伯靈頓縣的非建制地區。

## 歷史
巴德敦的郵局於1865年設立，其後於1901年停運。

## 地理
巴德敦所處的海拔為高於海平面14米（即46英呎），而該地所採用的時區為UTC-5，即北美东部时区（EST）。同時該地設有夏令時間，為UTC-5調快一小時，即UTC-4（EDT）。